# 柳沟站
柳沟站位于甘肃省酒泉市瓜州县，建于1956年，是兰新铁路和敦煌铁路的交滙车站，因此雖然只是一個小小的四等站，但地位十分重要。因敦煌铁路接入，本站于2005年7月1日由乌鲁木齐铁路局划归兰州铁路局，因應當地興建物流中轉站，現時車站變得比之前熱鬧。
車站距离兰州站971公里，距上行车站桥湾站21公里，距下行车站安北站25公里。该站隶属兰州铁路局。兰局与乌局在柳沟-安北车站间K985+500处分界。

## 业务范围
- 客运：只有通勤車才會停站。办理旅客乘降，但不办理行李、包裹托运。
- 货运：办理整车货物发到。